# Symphurus
Symphurus là một chi cá trong họ cá lưỡi trâu Cynoglossidae thuộc bộ cá thân bẹt được tìm thấy ở vùng biển Đại Tây Dương, Ấn Độ Dương và Thái Bình Dương

## Các loài
Hiện hành có 78 loài được ghi nhận trong chi này:
- Symphurus arawak C. R. Robins & J. E. Randall, 1965 (Caribbean tonguefish)
- Symphurus atramentatus D. S. Jordan & Bollman, 1890 (Ink-spot tonguefish)
- Symphurus atricaudus (D. S. Jordan & C. H. Gilbert, 1880) (California tonguefish)
- Symphurus australis McCulloch, 1907
- Symphurus bathyspilus Krabbenhoft & Munroe, 2003
- Symphurus billykrietei Munroe, 1998 (Kriete's tonguefish)
- Symphurus callopterus Munroe & Mahadeva, 1989 (Chocolate tonguefish)
- Symphurus caribbeanus Munroe, 1991
- Symphurus chabanaudi Mahadeva & Munroe, 1990 (Chabanaud's tonguefish)
- Symphurus civitatium Ginsburg, 1951 (Offshore tonguefish)
- Symphurus diabolicus Mahadeva & Munroe, 1990 (Devil's tonguefish)
- Symphurus diomedeanus (Goode & T. H. Bean, 1885) (Spotted-fin tonguefish)
- Symphurus elongatus (Günther, 1868) (Elongated tonguefish)
- Symphurus fasciolaris C. H. Gilbert, 1892 (Banded tonguefish)
- Symphurus fuscus A. B. Brauer, 1906
- Symphurus gilesii (Alcock, 1889)
- Symphurus ginsburgi Menezes & Benvegnú, 1976 (Ginsburg's tonguefish)
- Symphurus gorgonae Chabanaud, 1948 (Gorgonian tonguefish)
- Symphurus holothuriae Chabanaud, 1948 [3]
- Symphurus hondoensis C. L. Hubbs, 1915
- Symphurus insularis Munroe, Brito & C. Hernández, 2000
- Symphurus jenynsi Evermann & Kendall, 1906 (Jenyn's tonguefish)
- Symphurus kyaropterygium Menezes & Benvegnú, 1976
- Symphurus leei D. S. Jordan & Bollman, 1890 (Lee's tonguefish)
- Symphurus leucochilus M. Y. Lee, Munroe & K. T. Shao, 2014 [4]
- Symphurus ligulatus (Cocco, 1844)
- Symphurus longirostris M. Y. Lee, Munroe & Y. Kai, 2016 (Long-snout tonguefish) [3]
- Symphurus lubbocki Munroe, 1990
- Symphurus luzonensis Chabanaud, 1955
- Symphurus macrophthalmus Norman, 1939
- Symphurus maculopinnis Munroe, J. Tyler & Tunnicliffe, 2011 [5]
- Symphurus maldivensis Chabanaud, 1955
- Symphurus marginatus (Goode & T. H. Bean, 1886) (Margined tonguefish)
- Symphurus marmoratus Fowler, 1934
- Symphurus megasomus M. Y. Lee, H. M. Chen & K. T. Shao, 2009 (Giant tonguefish)
- Symphurus melanurus H. W. Clark, 1936 (Drab tonguefish)
- Symphurus melasmatotheca Munroe & Nizinski, 1990 (Black-stripe tonguefish)
- Symphurus microlepis Garman, 1899 (Small-fin tonguefish)
- Symphurus microrhynchus (M. C. W. Weber, 1913)
- Symphurus minor Ginsburg, 1951 (Large-scale tonguefish)
- Symphurus monostigmus Munroe, 2006
- Symphurus multimaculatus M. Y. Lee, Munroe & H. M. Chen, 2009 (Pepper-dot tonguefish)
- Symphurus nebulosus (Goode & T. H. Bean, 1883) (Freckled tonguefish)
- Symphurus nigrescens Rafinesque, 1810 (Tonguefish)
- Symphurus normani Chabanaud, 1950 (Norman's tonguefish)
- Symphurus novemfasciatus S. C. Shen & W. W. Lin, 1984
- Symphurus ocellaris Munroe & D. R. Robertson, 2005 (Ring-tail tonguefish)
- Symphurus ocellatus von Bonde, 1922 (Double-spot tonguefish)
- Symphurus oculellus Munroe, 1991
- Symphurus oligomerus Mahadeva & Munroe, 1990 (Spot-fin tonguefish)
- Symphurus ommaspilus J. E. Böhlke, 1961 (Ocellated tonguefish)
- Symphurus orientalis (Bleeker, 1879)
- Symphurus parvus Ginsburg, 1951 (Pygmy tonguefish)
- Symphurus pelicanus Ginsburg, 1951 (Long-tail tonguefish)
- Symphurus piger (Goode & T. H. Bean, 1886) (Deep-water tonguefish)
- Symphurus plagiusa (Linnaeus, 1766) (Black-cheek tonguefish)
- Symphurus plagusia (Bloch & J. G. Schneider, 1801) (Dusky-cheek tonguefish)
- Symphurus prolatinaris Munroe, Nizinski & Mahadeva, 1991 (Half-striped tonguefish)
- Symphurus pusillus (Goode & T. H. Bean, 1885) (Northern tonguefish)
- Symphurus regani M. C. W. Weber & de Beaufort, 1929
- Symphurus reticulatus Munroe, 1990
- Symphurus rhytisma J. E. Böhlke, 1961 (Patch-tail tonguefish)
- Symphurus schultzi Chabanaud, 1955
- Symphurus septemstriatus (Alcock, 1891) (Seven-band tonguefish)
- Symphurus stigmosus Munroe, 1998 (Blotch-fin tonguefish)
- Symphurus strictus C. H. Gilbert, 1905 (Black-belly tonguefish)
- Symphurus tessellatus (Quoy & Gaimard, 1824)
- Symphurus thermophilus Munroe & Hashimoto, 2008 (Western Pacific tonguefish)
- Symphurus trewavasae Chabanaud, 1948 (Trewavas' tonguefish)
- Symphurus trifasciatus (Alcock, 1894) (Three-band tonguefish)
- Symphurus undatus C. H. Gilbert, 1905
- Symphurus undecimplerus Munroe & Nizinski, 1990 (Dark-cheek tonguefish)
- Symphurus urospilus Ginsburg, 1951 (Spot-tail tonguefish)
- Symphurus vanmelleae Chabanaud, 1952 (Vanmelle’s tonguefish)
- Symphurus variegatus (Gilchrist, 1903)
- Symphurus varius Garman, 1899 (Mottled tonguefish)
- Symphurus williamsi D. S. Jordan & Culver, 1895 (William's tonguefish)
- Symphurus woodmasoni (Alcock, 1889)